# Thomas Bradford
Thomas Bradford (1º dicembre 1777 – 28 novembre 1853) è stato un generale britannico.

## Biografia
Bradford nacque il 1º dicembre 1777. Suo fratello minore, il tenente colonnello sir Henry Hollis Bradford, fu anch'egli militare e venne in seguito ferito alla battaglia di Waterloo.
Bradford entrò nell'esercito britannico come alfiere del 4th (The King's Own) Regiment of Foot nell'ottobre del 1793 senza un'assegnazione specifica Prese parte alla soppressione della rivolta irlandese del 1798, all'invasione inglese del Rio de la Plata del 1806 ed alla battaglia di Vimeiro del 1808, alla battaglia di Corunna del 1809 ed alla battaglia di Salamanca del 1812 nel corso della guerra peninsulare. Comandò una divisione portoghese nella battaglia di Vitoria, nella battaglia di San Sebastian e nella Battaglia della Niva, tutte nel 1813. Per il servizio reso nella guerra peninsulare, ottenne la Army Gold Medal con una barretta.
Divenne comandante della 7ª divisione dell'armata d'occupazione della Francia nel 1815, comandante in capo della Scozia nel 1819 e comandante in capo del Bombay Army dal 1825 al 1829. Venne promosso generale il 23 novembre 1841.
Divenne colonnello del 94th Regiment of Foot (1823–29) e, dopo essere tornato in Inghilterra, colonnello del 30th Regiment of Foot (1829–46). Scambiò quindi il comando del 38th Foot con quello del 4th (The King's Own) Regiment of Foot nel 1846, posizione che poi mantenne sino alla sua morte nel 1853.
Sposò Mary, figlia di James Atkinson, di Newcastle. Il figlio primogenito della coppia, James Henry Hollis Bradford, mutò in seguito il proprio cognome in Atkinson secondo le volontà testamentarie di Ralph Atkinson.